# Collegium Germanicum et Hungaricum
A Pontificium Collegium Germanicum-Hungaricum (magyarul Német–Magyar Kollégium) a Collegium Germanicum és a Collegium Hungaricum egyesítésével 1580-ban Rómában létrehozott, pápai, jezsuita vezetés alatt álló papnevelő intézet a német és magyar nyelvterületről érkező növendékek számára.
Alapítólevele szerint a Germanicum a Német-római Birodalom, a Hungaricum a Szent Korona országai területéről fogad hallgatókat. Utóbbi így ma Magyarországon kívül a Kárpát-medence más területeire, többek között négy romániai egyházmegyére (Gyulafehérvári, Temesvári, Nagyváradi, Szatmári egyházmegye) is kiterjed.

## Története

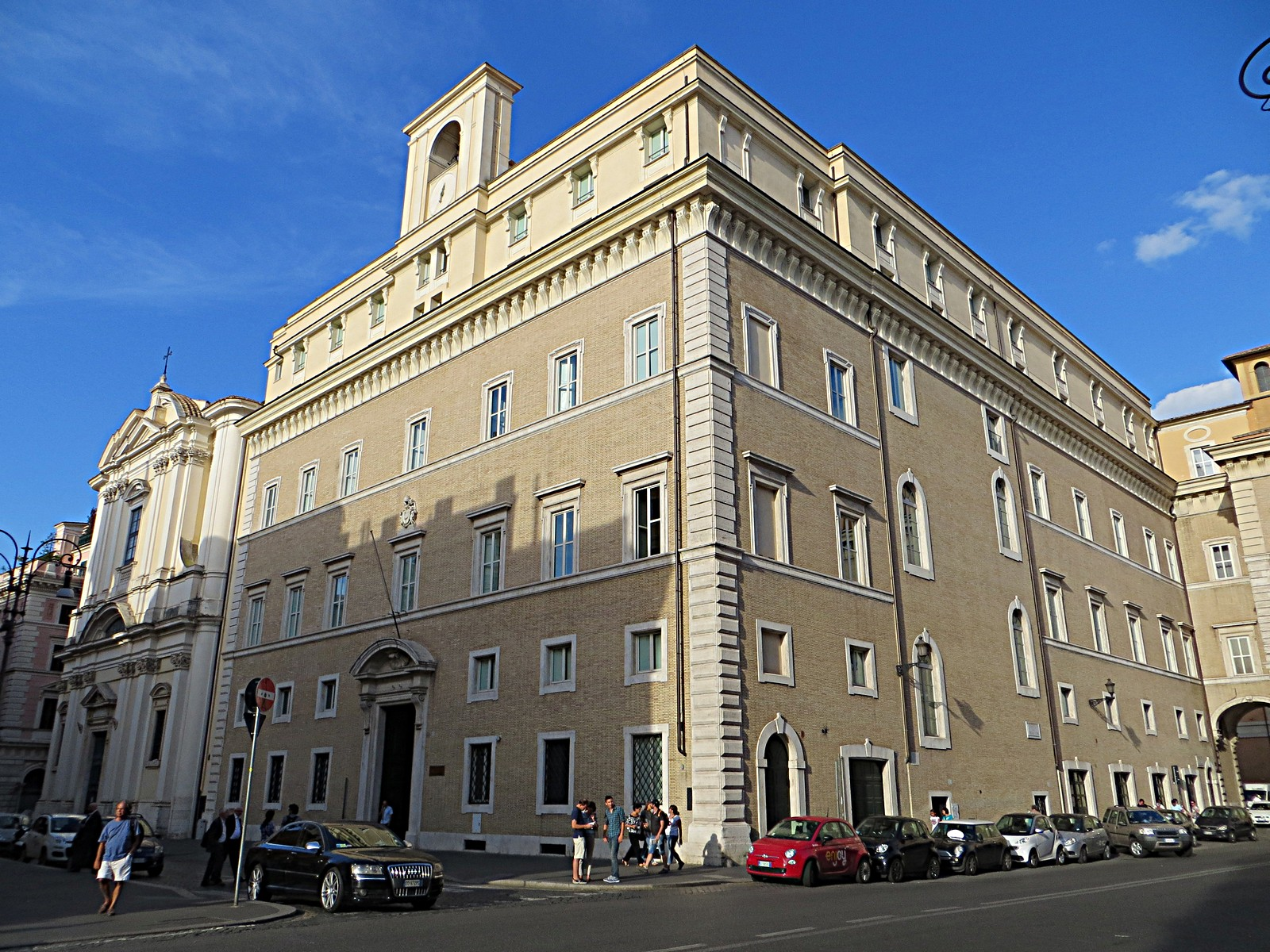
Piazza di Sant’Apollinare: A központ 1798-ig

A római Pontificium Collegium Germanicum papnevelő intézetet még 1552-ben III. Gyula pápa alapította abból a célból, hogy a reformációval szemben jól képzett papok tudjanak fellépni.
1580. április 13-án egyesítették az 1578-ban alapított Collegium Hungaricummal. 1773-ban világi papok vették át a vezetését. 1798-ban bezárták. 1818-ban ismét a jezsuiták nyitották meg. Otthona 1780-ig a Collegium Germanicum háza, a Szent Apollinaris-templom melletti palota. 1818-tól a jezsuiták Gesù-templom melletti háza, majd a IX. Piusz pápa által ajándékozott Borromeo-palota volt. 1886-ban a Costanzi-palotába, 1915–1919 között – az  olaszok első világháborús hadba lépése miatt – ideiglenesen Innsbruckba, a Canisianumba költözött. A háború után az intézmény visszatért a Palazzo Costanzi-ba, melynek helyén 1939-1944 között felépült a ma is álló nyolc szintes kollégiumépület. Az építkezés éveiben a kollégium a Palazzo Al Gesù-ban működött.
A növendékeket püspöki, káptalani, szerzetesi elöljárói, esetleg főúri ajánlás alapján vették fel. 1777-ig féléves novíciumhoz hasonló próbaidő után esküt tettek a háziszabályra és arra, hogy nem lesznek jezsuiták. Legfeljebb hét évig tartózkodhatnak a Collegiumban. Tanulmányaikat a Gregoriana Pápai Egyetemen végzik. A Collegium nevezetes villája a San Pastore (Rómától 30 km), ahol ma 100 szobás épület fogadja a növendékeket, akiknek nyaranként nyelvtanfolyamokat is tartanak. Ruhájuk 1968-ig piros reverenda, fekete cingulus és piros köpeny volt.
A Collegium alapításától kezdve körülbelül 7000 növendéke volt, közülük nagyjából 800 Magyarországról. Az alapítólevél szerint a magyarországi főpásztorok 12 növendéket küldhettek. A szerzetesrendek közül csak a pálosok küldhettek egyszerre négy növendéket a kollégiumba. Ez a joguk a Collegium Hungaricum alapításához köthető, mivel annak székhelye XIII. Gergely pápa rendelkezése nyomán a Santo Stefano Rotondo templom melletti pálos kolostor lett. A magyar és a német kollégium egyesítése után az egykori pálos kolostor és annak birtokai az egyesített intézmény tulajdonába kerültek. A garantált négy helyet a pálosok tehát kárpótlásként kapták. Jelentős egyházi tisztségviselők tanultak itt. 1782-ben II. József magyarországi alattvalóit eltiltotta a Collegiumtól, az ott lévő tíz növendéket a paviai Birodalmi Kollégiumba rendelte. 1844-től ismét érkeztek magyar növendékek is a Collegium Germanicum-Hungaricumba.
A kommunizmus évtizedei után 1987-től jelentkezhettek újra nagyobb számban magyarországi növendékek, így az 1990-es évek elején a magyar jelenlét újra megerősödött.

## Növendékei
Az alábbi – nem teljes – lista túlnyomórészt a magyarországi növendékeket tartalmazza, a felvétel éve szerint.
- 1579 Baranicius Balázs, Bereczk Dániel, Hármas László, Kundli Benedek, Smugger János, Waigel János
- 1580 Csehi Mihály
- 1582 Beregszászi János, Budai Ambrus, Erdélyi János, Körmendi Ferenc, Nagy Marcell, Pyber János, Thamási János
- 1583 Bácsmegyei György, Modra György
- 1585 Joó Balázs, Zaniczky János
- 1587 Baranyay Pál
- 1588 Egri Miklós, Győri Márton, Hwysichky András, Kapronczay Farkas
- 1589 Liptai Dániel, Novák Miklós, Sárváry János, Vadas György
- 1590 Peplerus András
- 1591 Fejérdi János
- 1592 Biky Miklós
- 1593 Bánhegyi János, Samsinoci András, Thorday János, Zabay Máté
- 1594 Dávid Pál, Felnémeti Tamás
- 1595 Baksay István, Szentgyörgyi János, Vajda János
- 1596 Munkácsi Pál
- 1597 Bolerazi István, Ribonici Miklós
- 1598 Baranyai Péter, Fabricius János
- 1599 Deáki László, Lósy Imre, Nagyfalvy Gergely, Némethi Jakab, Szentmártoni Márton
- 1600 Lascovius János
- 1602 Albinus Ferenc, Balásfi Tamás, Franych Tamás OSPPE, Majthényi László, Zaycz János OSPPE
- 1603 Ceglédi Jakab, Egri Imre
- 1604 Radovici János
- 1605 Himmelreich György, Permai János
- 1607 Csrepinco Jakab
- 1608 Ács János, Bakiczius János OSPPE, Gögh Ferenc, Nádasy Pál, Nagy György SJ, Orosz János OSPPE, Payer János, Püsky János, Rumer Bálint, Szentkereszthy Mihály, Zelniczey Péter
- 1609 Albisi Márton, Krajacevic Sartorius Miklós, Maurovicz Mihály, Pistes Tóbiás
- 1610 Ramocsaházy Mihály
- 1611 Kőrösi Márk István
- 1614 Eölvedi Albert, Fekete János, Gyöngyössi Mihály, Győri István, Lethenyei István,[7] Paxi István
- 1615 Sannitius Lőrinc
- 1616 Bahun Ferenc
- 1618 Deithi Balázs István, Draskovich György, Selley János
- 1619 Altabak János, Beniczky András Lipót, Buitul György SJ, Florius György, Kisdy Benedek, Kopcsányi Mihály, Ugronovitth János
- 1621 Francisci András OSPPE, Lippay György
- 1624 Mihály István
- 1625 Medák Miklós
- 1627 Alberti Márton, Bácsy Mihály, Bolia András, Buziakovicz Pál, Gyárfás Demeter, Kapronczai János, Nagy András, Pécsi András, Pistes Tóbiás, Svehla György, Szelepcsényi György
- 1628 Jaskay János OSPPE, Paxich Péter, Sylla Gáspár
- 1630 Jakusith György, Thany Mihály SJ, Telegdy György
- 1631 Bosnyák István
- 1632 Borkovics Márton OSPPE, Varró István
- 1634 Dobrassovski József, Éh Mihály, Hoffmann Pál, Missych János, Nagy Albert István, Posgay Miklós, Rosy János Ráfael, Zlovenchich Mátyás
- 1636 Vanoviczi János OSPPE
- 1637 Balogh György, Gyarmati István, Keöszeghy Menyhért, Medvecich Balázs
- 1638 Bellichich Péter, Baróthy Ferenc, Dunaricz Lőrinc, Gaborjáni Tóbiás László, Mattkovich Mihály, Szegedy Ferenc Lénárd
- 1639 Lónyay András SJ
- 1641 Boldisár István, Guttay Ferenc, Magnovith János, Pálffy Tamás
- 1642 Bedekovich Lajos, Kőrösi Zsigmond, Szily András, Vitnyédi Ferenc
- 1643 Filipovich Miklós, Héderváry János, Márkházy György
- 1644 Gubasóczy János, Rosa Lukács
- 1645 Nagy György OSPPE
- 1646 Bársony György, Kolhankovicz Antal OSPPE, Koós Pál, Lósi Mihály Zsigmond, Petheő János Balázs, Sennyey István, Tarczy Péter
- 1648 Tullok Ádám, Zichy György
- 1649 Balogh Miklós, Kálmánczai János, Kovachich Péter
- 1650 Blasinovich György, Esterházy György, Petriz Mihály Ignác, Szalaicz Ferenc
- 1651 Kébell Tamás Elek OSPPE
- 1652 Migich György, Tordai András
- 1653 Benkovich Ágoston Ádám OSPPE, Mokray Mátyás Ferenc, Selley János
- 1654 Hozó Péter, Szegedi Mihály
- 1655 Pongrácz György
- 1657 Bolla Péter OSPPE, Boross Péter, Dobis István, Illésházy Ádám OSA, Krisanich Farkas Gábor, Parrádi Péter, Telekessy István
- 1658 Kéry János OSPPE, Péterfi András
- 1660 Horváth János Ferenc, Páhi László
- 1662 Bihari Dániel, Ladányi László OSPPE, Mattyassovszky László, Thudor Jakab
- 1663 Jaklin Balázs, Illyés András József, Olasz Pál, Révay István Ferenc, Ruthkay Ignác
- 1665 Nedelko István, Széchényi Pál OSPPE
- 1666 Nagymihályi Ferenc, Náray György
- 1667 Braikovich Márton, Dolny István László, Józsa István, Pakay Ferenc Ignác, Turkovicz Béla OSPPE
- 1668 Csedő Mihály, Kecskeméti Mihály
- 1669 Belusi István, Orchovachky Péter, Pyber László
- 1670 Szalay Jakab Ferenc
- 1671 Mallechich Gáspár OSPPE, Ordódy Zsigmond Antal, Szabadkovich Péter
- 1673 Bocsárdy Imre, Drugeth Bálint, Jezerniczky Ferenc, Missich Ferenc, Orbán Bálint
- 1674 Bátkay Márton, Illyés István József
- 1675 Bolla Ágoston Lajos OSPPE, Nigrini Ádám, Pongrácz Imre József, Vattay János László
- 1676 Szabó Pál Ignác
- 1677 Esterházy Miklós Antal, Kruplanicz György Miklós
- 1678 Bellaczicz Jakab Ignác, Fáncsy Ferenc Gáspár, Fülöp György, Sembery György, Tatarich István János
- 1680 Tompa András
- 1681 Jansekovich Péter, Jeszenszky Ferenc Alajos, Kárász Keszthely Imre, Lapsánszky Ferenc, Makay György József
- 1682 Lippay Kristóf, Luby Imre Ignác, Újváry István
- 1683 Esterházy Imre OSPPE, Wkmerovich Antal Farkas
- 1684 Horváth György, Istvánffy János István, Kovalchevich Tamás, Lippay Miklós Antal, Nádasdy Miklós János, Péterffy György Ferdinánd, Ravasz István
- 1686 Bellosich János József
- 1687 Damián Máté András, Hromko István, Kollenitch András OSPPE, Okolicsányi Imre
- 1688 Andor István Antal, Lévay István, Szenczy György Ferenc, Tarrody János Antal
- 1690 Bossányi Lénárd, Novachich Ferenc
- 1691 Győrffi István László, Ordódi Fábián Sebestyén, Radován Özséb OSPPE, Zichy Pál
- 1692 Horváth János József, Mednyánszky Ignác Antal, Spoliarich Péter, Kiss János Ferenc
- 1693 Csáky Imre, Kollonics Zsigmond Lipót
- 1694 Bencetich Mihály, Egkhi Ottó Henrik, Taynai Márton László
- 1695 Almásy György, Christan Antal, Gnadt Péter OSPPE, Matalics György Ferenc, Szörényi László József
- 1696 Mednyánszky Ferenc, Resch György
- 1698 Erdődy László Ádám, Gerstel Pál, Liptai János, Majthényi Pál, Okolicsányi János, Révay Béla, Spáczay Pál
- 1699 Beck Ferenc, Demsich István OSPPE, Ladányi Kristóf
- 1700 Eszterházy János, Gans Henrik, Ivanovich Jonatán, Mikó Ferenc, Pyber Pál
- 1701 Bors Ferenc, Kelio Miklós István, Magyar Ferenc, Szabó János Ignác, Voinovich János
- 1703 Bartakovics Pál, Erdődy Gábor Antal, Laczkó Imre, Ladányi István, Matthasich György, Silley Ádám OSPPE
- 1704 Amadé Ignác, Frivaisz Mihály, Massan Lőrinc
- 1705 Kudlik Sándor, Musar András OSPPE, Pataki János
- 1706 Csupor Mátyás, Illyés János András, Rieschly Jakab
- 1707 Chuk György, Urbanek Ádám
- 1708 Amadé Ádám, Esterházy Imre,x)Kalamer Mihály, Péterffy Ferenc István, Plepelich György, Podráczky György, Skerlecz Ádám
- 1709 Görgei István, Máriássy Sándor, Mattatich Péter, Vukovics Pál OSPPE
- 1710 Gyulai György, Schmitt György, Wanéczy János
- 1711 Hawlovecz János
- 1712 Fiath Zsigmond, Grandicz János, Levachich Miklós, Piacsek Antal, Szapáncsy Márton
- 1713 Herényi Illés, Podhoránszky Özséb OSPPE, Tarnóczy Pál, Topolovecz Péter
- 1714 Gratzky Péter, Horváth Antal, Pongrácz Mátyás
- 1715 Berényi Zsigmond, Bivolényi Imre, Kontor Pál
- 1716 Békásy Ferenc, Kovachevich Mihály, Thamásy Mihály, Vidnicz Pál Ernő
- 1717 Forgách Pál, Kapy Zsigmond, Nagy Imre OSPPE
- 1718 Chiolnich József, Patachich Gábor, Paulikovics András, Szentbalásy József
- 1719 Pucz István
- 1720 Dubovszky György, Horváth Mihály, Marcellevich György, Milkovics János, Okolicsányi Mihály, Sollinger István
- 1721 Csáky Miklós, Letenyei Pál OSPPE, Zichy Ferenc
- 1722 Endrődy Pál, Jaklin István, Szily Ferenc, Varovich István
- 1723 Gellért János, Kaintar Ignác, Kudlick Imre, Szalay István, Vlassicz János, Zlatarich Mihály
- 1724 Nagy Zsigmond
- 1725 Majthényi Antal, Ordódy Ádám OSPPE, Zjátek Pál
- 1726 Földey István, Klobusiczky Ferenc, Lendvay József, Pálsay János, Réés György
- 1727 Magdich Miklós, Mikanovich János, Vratanai Antal
- 1729 Barkóczy Ferenc, Feja János, Pallugyay János, Roth Ferenc OSPPE
- 1730 Engelberth Márton, Ordódy Gábor, Radisch István, Sikuten Pál
- 1731 Goymerecz Pál, Magdich István
- 1733 Huberth Mátyás, Orlay Bertalan OSPPE, Perg Károly
- 1734 Lang János Fortunat, Mikinovich József
- 1735 Halwacz Károly, Koller Ferenc, Ligutich György, Niczky József, Pathachich Ádám, Petkovich Boldizsár
- 1736 Androvics Miklós, Majthényi Károly
- 1737 Miskovics Imre, Toronyi János OSPPE
- 1738 Ordódy Péter, Skerlecz Jakab, Stimm Ferenc
- 1739 Zlatarich Antal
- 1740 Galyuff József, Galgóczi Ferenc, Mirkóczy Dénes OSPPE
- 1741 Horhy Antal OSPPE, Kukulyevich János, Petkovics János, Zdencsay Antal
- 1743 Csáky Imre, Fáy Ferenc, Koller Ignác, Maleter Tivadar
- 1744 Dujardin Károly, Salbeck Károly, Szabó Elek  OSPPE
- 1745 Eszterházy Károly, Gánóczi Károly, Lusensky László, Martony Jeromos OSPPE, Okolicsányi Mihály, Santek Mátyás, Schmidegg Ferdinánd, Zebich János
- 1747 Kerchelich Ignác, Klinglmayr János, Kovács Antal, Kutnyak Gábor
- 1748 Frivaisz István, Horváth József, Pius András
- 1749 Berchtold Ferenc, Draveczky Ferenc, Esterházy László Pál OSPPE, Jellachich Simon
- 1750 Bobok Károly, Kemény László, Skergatich János
- 1751 Velligrand János
- 1752 Glozzer Gábor, Keglevich Zsigmond, Kornis Ferenc, Novak Ignác, Pessutovich János
- 1753 Barinay István, Chegetek Miklós, Damian Fülöp OSPPE, Luzsénszky László, Vittez István
- 1754 Chiotich Antal, Jaszvitz Antal, Nagy Ignác
- 1755 Beznák Pál, Kukecz János László, Kunics Zsigmond, Niczky Pál OSPPE, Szily János, Tót István
- 1756 Erdélyi József, Ferk András, Koczianchich Lőrinc, Szabó Ferenc
- 1757 Gullik László, Pizetti Dávid János
- 1758 Dávid Gáspár, Koczianchich Boldizsár, Peharnik Ádám
- 1759 Lubetich Ferenc, Mancz András, Páffán Ignác, Szalágyi István
- 1760 Frivaisz Ignác, Kemény Ferenc OSPPE, Smagucz Pál, Tunkovich Antal, Vincze István
- 1761 Dellimanich József, Mitterpacher Dániel Antal, Pandurich György, Szajtler József, Zerdahelyi Gábor
- 1762 Gallyuff György, Jaklich Antal, Jellachich Ignác, Keglevics József OSPPE, Somsics János
- 1763 Batthyány Ignác, Deschan Ferenc, Gaál Ferenc, Grau Antal, Horváth Gáspár, Kobbe Miklós, Simonovich Ferenc
- 1764 Pauletich Lajos, Somsics Zsigmond, Turkovich Imre, Zerdahelyi József OSPPE
- 1765 Chiolich Miksa, Gasparich András
- 1766 Bexin Antal, Boros István, Cusani Keresztély OSPPE, Forgách Pál, Perényi Imre, Rákóczy János
- 1767 Beniczky János, Dőry Gáspár, Kengyel István, Nájmajer Lipót, Orbán Ferenc, Sepanich Mátyás
- 1768 Begyann István, Mlinarich Ádám, Nemespataky Miklós, Poór Imre OSPPE, Sellendich Pál, Sostarecz István, Szabó Imre
- 1769 Raffay Ferenc, Raffay Imre, Orlik György
- 1770 Bernay József, Byff Zsigmond, Dominich József, Dudássy András, Etényi Sándor, Hajnalkőy János, Kys Ferenc, Marek Pál, Pollingéry Lipót OSPPE
- 1771 Bedekovich László, Illésy János, Kapuvári Antal, Magyary István, Milanesi György
- 1772 Kovachich Antal, Leszkováry Pál, Péchy Antal, Potyondi Rafael OSPPE, Ruysz Pál, Supanich Ferenc
- 1773 Hochreitter Lipót, Rudolf János, Spoliarovich Tamás
- 1775 Csáky Miklós, Friedrich Péter, Gallyuff Miklós, Herics Vince OSPPE, Klimó Ferenc, Lovinchich Ferenc, Wicelliny Vencel
- 1776 Roffy Ignác, Sandrovics János OSPPE, Suppe József
- 1777 Apor József, Caballini Antal, Gabelkhoven Antal, Kramarich Kristóf, Margetich Mátyás, Sermage József
- 1778 Beniczky Gábor, Fischer István, Haller Ferenc, Laky Antal, Osegovich György, Salamon Ferenc
- 1779 Bezerédy László OSPPE, Orsich Ferenc, Stainer Fülöp, Sterlinger Ignác
- 1780 Dely Jakab OSPPE, Nagy Gábor, Suvich József, Zanathy János
- 1844 Rudnay István
- 1845 Csete László, Jekelfalusy Lajos, Mendlik János
- 1847 Kempelen Viktor
- 1851 Barilli Mihály, Kristóffy Gyula, Mattyasovszky János, Palotay László, Toldy János
- 1852 Bereczk Géza, Bődy Antal
- 1853 Begovcsevich László, Schweiczer Alajos
- 1855 Medur József, Újhelyi Alajos
- 1856 Kérzan Antal
- 1857 Csánk István, Csúnyi Ferenc, Kelemen László, Kolaric Pál, Kurimszky Antal
- 1858 Boromisza Tibor
- 1862 Stadler József, Zerjavic György
- 1863 Bekény Ákos, Bognár István, Ében Mihály, Ulár István
- 1864 Kramp János, Reichl Ferenc, Vorsak Engelbert
- 1867 Gidófalvy Gergely, Koscak János, Matkovich Bertalan, Rhorer Miklós
- 1871 Veljacic Miklós, Vucic Rókus
- 1872 Horváth Ferenc, Salamon Jakab, Steécz György
- 1873 Czimmermann István SJ, Mészáros Mihály
- 1875 Prohászka Ottokár, Szuchy Béla, Vilányi Károly
- 1876 Sándorffy Ferdinánd, Szucsics Sándor
- 1877 Láng József
- 1878 Rovnyán János, Winkler József
- 1879 Göbl Márton, Kalmár Sándor
- 1880 Frankl Ferdinánd, Hengen Vendel, Volovic József, Vonka János
- 1881 Eszterházy Sándor
- 1882 Krammer György, Wahlner Béla Zgama Károly
- 1883 Kranjcevic Szilveszter, Pazman József, Vass Béla
- 1885 Andor György, Jambrekovic László, Novosel Máté
- 1886 Beliczky János, Pázmány Zoltán, Kuhner Mihály
- 1889 Ámon Pál, Kováts Gyula, Schwartz Kálmán
- 1890 Jercinovic Szilveszter, Rott Ferdinánd, Salis-Seewis Ferenc
- 1891 Izsóf Alajos, Loncaric József, Viszota Alajos
- 1892 Holub Vilmos, Szendrői Gyula
- 1893 Kanyó Gyula, Mihalovic Hugó, Mosonyi Dénes, Nagelreiter Alajos, Ott Mihály, Pécsi Gusztáv
- 1894 Hirschler József, Kőszeghy Mihály, Laczó Győző
- 1896 Kostialik Antal, Tantos Gyula
- 1897 Schweitzer Ferenc
- 1898 Vass József
- 1899 Leopold József, Mester János, Szentiványi Róbert
- 1900 Borkovic János, Pados Gábor, Péter Antal, Wildmann Béla
- 1901 Jósika Gyula, Károlyi Károly, Makay Lajos, Pacher Máté
- 1902 Bajnok József, Csiba Ferenc, Darnai László, Egerth Jakab, Galló István, Jambrekovic István SJ, Debreczenyi Miklós
- 1903 Cziklay Aladár, Szabó Vendel, Tichy Gyula, Vécsey József
- 1904 Csáki Benjámin, Halász Vendel
- 1905 Demeter István, Maric József, Miljan József, Wildinger Jakab
- 1906 Dunszt Károly SJ, Kemenes István, Sárdi Péter, Unterreiner József, Zivkovic András
- 1907 Bezetzky Róbert, Floznik György, Kubányi Kornél, Zimmermann István
- 1908 Büttner Ferenc, Gruber Ferenc, Kerner István, Kniewald Károly, Nagy Sándor, Soltész Béla, Spesz Sándor
- 1909 Czumbel Lajos,[2] Dőry László, Felber Gyula, Lengyel József, Meszlényi Zoltán,[8] Rejőd Tibor
- 1910 Ákos Ferenc, Maczalik Győző,[8] Miljan Béla, Nagy József, Sakac István, Szabó Pál, Taskovics János
- 1911 Baráth Béla, Nyisztor Zoltán[2]
- 1912 Erdélyi Miklós, Füzesséry István
- 1913 Holik Sámuel
- 1914 Faludi Ferenc, Malonyay József, Szaniszló János
- 1915 Schopper Antal
- 1916 Pfeiffer János
- 1918 Antal Zoltán, Iker István, Lippay Lajos , Troján Károly[2]
- 1919 Lovas Pál

### 1920 után
- 1920 Brückner Ernő, Erdélyi Gyula, Lacza István[1]
- 1922 Liki János[1]
- 1924 Dudás Miklós, Jöcsák Máté,[1] Franjo Šeper[8] (Szerb-Horvát-Szlovén Királyság), Alojzije Stepinac[8] (Szerb-Horvát-Szlovén Királyság), Suhaj Béla, Végh József, Winkler József[1]
- 1925 Dávid László[2] (Románia), Gaál György, Párdányi Emil, Solymár István
- 1926 Boros Albert,[1] Boros Béla[2][8] (Románia), Gombos Károly, Henkey-Hőnig Károly[1]
- 1927 Bárd János, Hajós József, Húber Antal, Kovács János, Tölgyes Lajos, Tóth János[1]
- 1928 Czimbalmos Lajos, Lékai László, Ópalotay János, Varga János[1]
- 1929 Erdős Mátyás,[1] Erőss Alfréd[1][2] (Románia)
- 1930 Balogh József, Lancz Kálmán, Udvardy József, Vajda József[1]
- 1931 Takács József[1]
- 1933 Monfrédi József (vagy Manfrédi)[1][2] (Románia), Rosta Ferenc[1]
- 1934 Cserháti József, Czicza Ferdinánd, Gál Ferenc, Orbán László,[1] Romzsa Tódor[2][8] (Csehszlovákia)
- 1935 Ipolyi László, Ispánki Béla, Zsigmond András[1]
- 1936 Balicz Dénes, Dóczy György, Marosi Izidor[1]
- 1937 Vajda Ferenc[1]
- 1938 Gerő Béla[1]
- 1939 Farkas Géza[1]
- 1940 Bisztyó József[1]
- 1942 Fábián Károly, Zsigmond Albert[1]
- 1945 Amann Norbert, Amann Rajmund, Tóth Miklós[1]
- 1946 Kada Lajos, Kiss István, Megyer Jenő, Oltványi Károly[1]
- 1947 Galyári Aladár[1]
- 1949 Balogh Vince[1]
- 1950 Radics János[1]
- 1957 Varga Pál[1][9]
- 1958 Záchfalvy István[1]
- 1964 Rudas János[1]
- 1970 Jakubinyi György[2][10][6][9] (Románia)
- 1979 Kocsis Imre,[1][9] Vértesaljai László[1]
- 1983 Veres András[1]
- 1984 Szabó Tamás József
- 1987 Menyhárt Sándor,[9] Rencsik István, Székely Dénes,[9] Tankó Ferenc
- 1988 Buda Péter, Janka Ferenc,[9] Válóczy József[9]
- 1989 Ferling György,[9] Gável Henrik,[9] Szeles Tibor

### 1990 után
- 1990 Barják László, Elekes András, Kovács Gergely[11][6] (Románia), Magász Jenő, Roska Péter[9]
- 1991 Birher Nándor, Tari Zsolt, Terdik Sebestyén, Véghseő Tamás[6]
- 1992 Bruncsák István, Oláh Zoltán[12] (Románia), Molnár Zsolt, Szemenyei Péter,[9] Tófalvi Géza
- 1993 Andó Attila,[9] Bognár István
- 1994 Ilyés Csaba, Martos Levente Balázs,[9] Szakács Ferenc Sándor, Takáts István
- 1995 Lukács Imre, Merkli Ferenc, Molnár Szabolcs, Puskás Attila

Beiratkozás éve nem ismert: Berényi László, Dobos András, Gál Vilmos,Harmai Gábor, Hurgoi János (Románia), Kovács F. Zsolt (Románia), Kovács Szabolcs (Románia), Németh Gábor, Schmidt Ferenc, Szungyi László, Tóth Tamás, Török Csaba, Vincze Krisztián